# 沃爾沃斯 (內布拉斯加州)
沃爾沃斯（英語：Walworth）是位於美國內布拉斯加州卡斯特縣的非建制地區。

## 歷史
沃爾沃斯的郵局於1884年設立，其後於1928年停運。

## 地理
沃爾沃斯所處的海拔為高於海平面728米（即2389英呎），而該地所採用的時區為UTC-6，即北美中部时区（CST）。同時該地設有夏令時間，為UTC-6調快一小時，即UTC-5（CDT）。